# DDO 154
DDO 154, auch NGC 4789A ist eine irreguläre Zwerggalaxie im Sternbild Haar der Berenike. Die Entdeckung der Galaxie wurde im Jahr 1959 von dem Astronomen Sidney van den Bergh publiziert. Ihre Bezeichnung NGC 4789A entstammt der scheinbaren Nähe zu der Galaxie NGC 4789; sie ist jedoch nicht im New General Catalogue verzeichnet und befindet sich tatsächlich aufgrund des Entfernungsunterschieds in einer isolierten Position.
Die Masse des interstellaren Wasserstoffs in DDO 154 beträgt 108 Sonnenmassen, die der Sterne 2,5 ⋅108 Sonnenmassen, nach einer anderen Untersuchung ergibt sich für nichtionisierten Wasserstoff 2,5 ⋅108 und insgesamt 3 ⋅108 Sonnenmassen,   etwa ein tausendstel der Milchstraße. Eine Entfernungsbestimmung im Jahre 1984 anhand der Tully-Fisher-Beziehung ergab 10–12 Mpc, während neuere Untersuchungen mittels Photometrie blauer Sterne auf 4,3 Mpc hindeuten.